# Plácido Díez Bella
Plácido Díez Bella (Fuentes Claras, Teruel, 1 de diciembre de 1958) es un periodista aragonés de radio y de prensa escrita y digital.
Actualmente es técnico de comunicación de Cuarto Espacio, unidad de la Diputación de Zaragoza de apoyo a los pequeños municipios de la provincia y lucha contra la despoblación, desde 2015; contertulio de Mesa de Redacción, de Zaragoza TV, así como colaborador en Localia TV y colaborador del medio digital Eldiario.es en Aragón.

## Biografía
Díez es licenciado en Ciencias de la Información por la Universidad Autónoma de Barcelona (UAB) en 1981. Sus primeros pasos los dio, aún como estudiante de periodismo, como colaborador del Diario de Teruel (1976-1978) y posteriormente como redactor y reportero de la revista Andalán (1980-1982).
Ya como periodista titulado su trayectoria ha sido amplia y variada, siempre en medios de información aragonesesː
- Redactor del diario El Día de Aragón desde 1982 y director de 1987 a 1990.
- Director adjunto del diario El Periódico de Aragón, de 1990 a 1992.
- Redactor Jefe del programa de televisión Línea América coproducido por la Agencia EFE y Manuel Campo Vidal. Realizado desde España para Hispanoamérica coincidiendo con los Juegos Olímpicos de Barcelona y la Expo de Sevilla, de 1992 a 1994.
- Corresponsal del diario El Mundo en Aragón, 1994.
- Jefe de Prensa de la Diputación General de Aragón, de 1995 a 1997.
- Director de Informativos y Contenidos de Cadena SER Aragón y conductor del programa La Rebotica de la misma emisora, de 1997 a 2013.
- Director de comunicación del Ayuntamiento de Zaragoza de 2014 a 2015.[2]

Además ha colaborado como columnista en prensa escrita en El Periódico de Aragón (1993-1995) y Heraldo de Aragón (2002-2014); fue contertulio en el programa Buenos días Aragón de Aragón Televisión (2007-2013).
Fuera del ámbito estrictamente laboral fue pregonero de las Fiestas del Pilar de Zaragoza en 2011, en representación de Radio Zaragoza (Cadena SER Aragón), y ponente de cursos de la Universidad de la Experiencia de la Universidad de Zaragoza, entre otras ocupaciones.